# 陳藎 (崇禎辛未進士)
陳藎（17世紀—17世紀），又名陳賡，字鳴墀，直隸魏縣人，明朝、南明政治人物。

## 生平
陳藎是萬曆四十三年（1615年）舉人，到崇禎四年（1631年）成进士，工部观政，七年授大理寺右评事，十年丁忧。十三年补左评事。累任職授廣信府知府、福建參議，有德行。崇祯十七年（1644年）擔任御史巡行雲南，上疏請求弘光帝派兵保衛當地四十萬公帑，獲准許，並加監軍銜。陳藎為人傲慢，不懂得軍事，宗室朱壽招募三萬名士兵、二千匹戰馬、十二匹象，軍隊驍勇、兵器鋒利；成軍後派趙應選、胡一青、王永祚、蒲纓到黔、楚，但是南京已經失陷。隆武帝提拔陳藎為僉都御史，命令他到福建，路過吉安，萬元吉招引守城，多次打敗清朝軍隊。之後二人意見不合，陳藎引退到南安，吩咐趙應選與胡一青支援忠誠。忠誠府失守，陳藎敗走寶慶，因為部下被張先璧、劉承胤控制而失意，回到隆回居住。後來王進才搜掠他家，他轉至奉天，在當地鬱鬱而終。